# Comostola enodata
Comostola enodata là một loài bướm đêm trong họ Geometridae.